# Anton Zwerina
Anton Zwerina (n. 7 iunie 1900 – d. 19 mai 1973) a fost un halterofil ce a reprezentat Austria, medaliat olimpic. A participat la o ediție a Jocurilor Olimpice (1924) în care a câștigat o medalie de argint.

## Participări
Lista de mai jos prezintă principalele competiții la care a participat Anton Zwerina de-a lungul carierei.
- weightlifting at the 1924 Summer Olympics – men's 67.5 kg[*]